# Fīlshūr
Fīlshūr (persiska: Felīshūr, فیلشور) är en ort i Iran.   Den ligger i provinsen Khorasan, i den nordöstra delen av landet, 500 km öster om huvudstaden Teheran. Fīlshūr ligger 1 170 meter över havet och antalet invånare är 277.
Terrängen runt Fīlshūr är kuperad söderut, men norrut är den platt.Runt Fīlshūr är det ganska glesbefolkat, med 29 invånare per kvadratkilometer. Närmaste större samhälle är Malvand, 16,6 km nordväst om Fīlshūr. Trakten runt Fīlshūr är ofruktbar med lite eller ingen växtlighet.